# Przemysław Cypryański

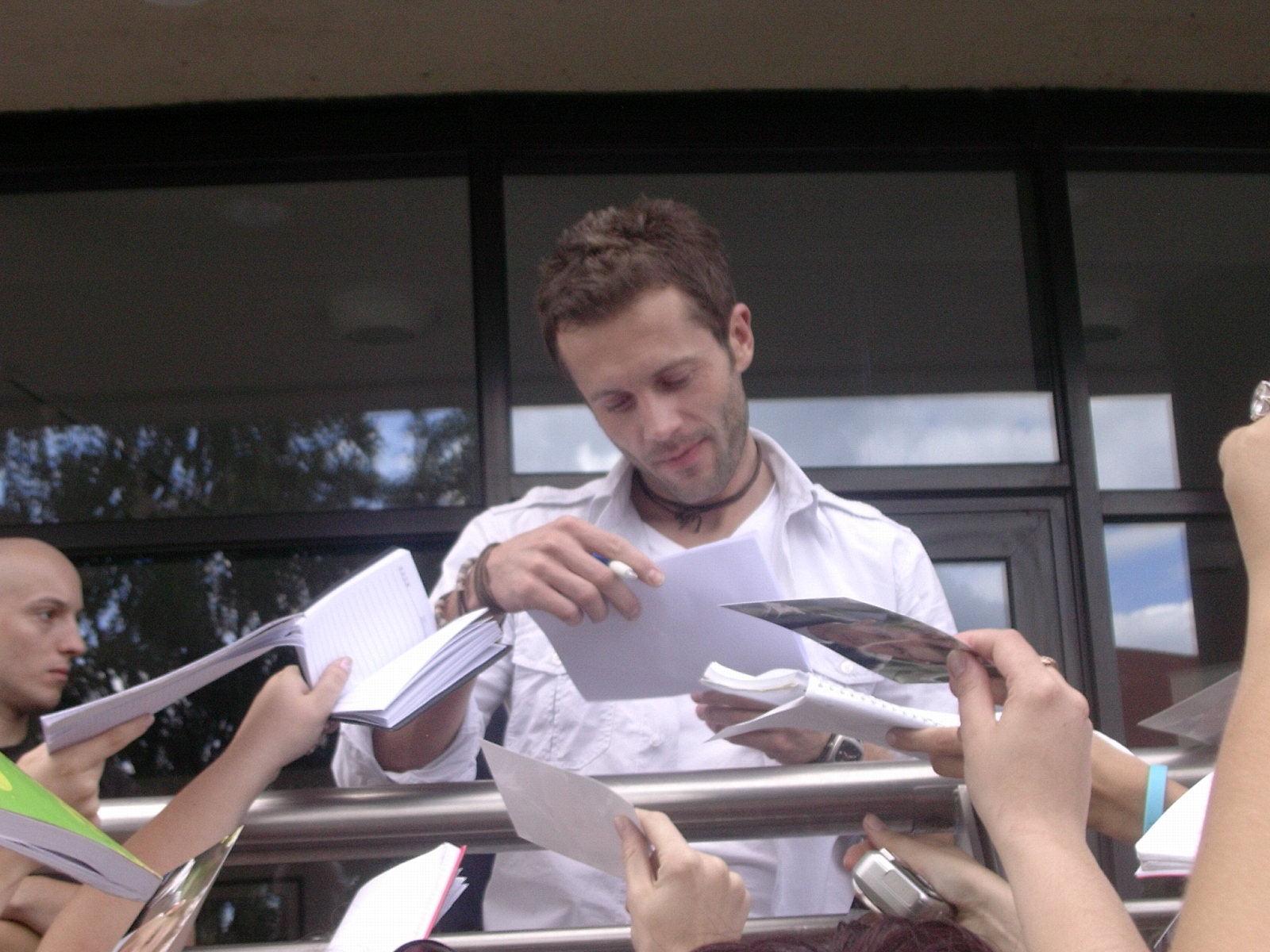
Zlot fanów serialu M jak miłość w Bydgoszczy, 2010

Przemysław Cypryański (ur. 2 sierpnia 1981 we Wrześni) – polski aktor teatralny, telewizyjny i filmowy.

## Życiorys
Ma trzy siostry i dwóch braci. Uczęszczał do Szkoły Podstawowej w Marzeninie i Liceum Ogólnokształcącego im. Henryka Sienkiewicza we Wrześni. W młodości brał udział w kursie tańca nowoczesnego. Studiował informatykę na Wydziale Informatyki Uniwersytetu Warszawskiego, następnie rozpoczął studia na kierunku Społecznej Psychologii Informatyki i Komunikacji. W trakcie studiów pracował w jednym ze stołecznych fast foodów oraz grywał w reklamach, m.in. pasty Blend-a-med. Ukończył Studium Aktorskie przy Teatrze Żydowskim w Warszawie.
W 2005 debiutował jako aktor w telenoweli TVP1 Klan, w której przez pół roku odgrywał postać Kostka. W 2006 wystąpił w musicalu Skrzypek na dachu w Teatrze Żydowskim w Warszawie oraz podłożył głos tytułowemu bohaterowi filmu fabularnego Alex Rider: Misja Stormbreaker. Ogólnopolską rozpoznawalność przyniosła mu rola Jakuba Ziobra w serialu TVP2 M jak miłość (2006–2012). W tym okresie media określały go mianem „polskiego Jamesa Deana”. Jesienią 2006 uczestniczył w czwartej edycji programu rozrywkowego TVN Taniec z gwiazdami.
W 2007 zadebiutował na wielkim ekranie rolą Marka w komedii romantycznej Ryszarda Zatorskiego Dlaczego nie!. W 2008 zdał egzamin aktorski przed Związkiem Artystów Scen Polskich, dzięki czemu uzyskał tytuł i uprawnienia aktora zawodowego. Zagrał w filmach: Mariusza Malca Jeszcze raz (2008), Pawła Chochlewa Tajemnica Westerplatte (2009) i Anny Pluteckiej-Mesjasz Nad życie (2012). Wystąpił także w drugoplanowych rolach w serialach: 2XL (2013), Barwy szczęścia (2016–2017) i O mnie się nie martw (2017–2018). W 2015 użyczył głosu Jakubowi w filmie Alicja – dziewczyna Wszechświat oraz uczestniczył w programie Polsatu Celebrity Splash!. W 2020 uczestniczył w drugiej edycji programu TVP2 Dance Dance Dance.

## Życie prywatne
Udziela się charytatywnie. Od 2014 współpracuje z akcją „Pomoc mierzona kilometrami” T-Mobile Polska.
Interesuje się sportem, w szczególności joggingiem i jazdą na rowerze. Należy do Reprezentacji Artystów Polskich w piłce nożnej.

## Filmografia
- 2002: Klan – Kostek, kolega Oli Lubicz
- 2004: Ślepy trop (etiuda szkolna) – narkoman
- 2004: Fala zbrodni – Hubert, kochanek Blanki (odc. 19)
- 2006-2012: M jak miłość – Kuba Ziober
- 2007: Niania – Krzysiek (odc. 71)
- 2007: Dlaczego nie! – Marek, kolega Małgosi
- 2007: Barwy szczęścia – przystojny brunet (odc. 2)
- 2008: Ranczo – instruktor nauki jazdy (odc. 34)
- 2008: Jeszcze raz – Paweł Woroczyński
- 2008: Agentki – Miłosz Grzybek (odc. 7)
- 2009: Plebania (serial telewizyjny) – aktor grający żołnierza (odc. 1326)
- 2010: Trzy minuty. 21:37 – snajper
- 2010: Nowa – Filip Bednarz (odc. 9)
- 2010: Fenomen – aktor Wojtek
- 2011: Szpilki na Giewoncie – Tom Ladowski (odc. 38-39)
- 2011: Prosto z nieba – mąż stewardesy
- 2012: Na życie – Paweł
- 2012: Komisarz Alex – Romek Kalita (odc. 14)
- 2013: Tajemnica Westerplatte – porucznik Zdzisław Kręglicki
- 2013: Piotrek the 13th 2 – wampir Edward
- 2013: 30 stopni, burze (etiuda szkolna) – Adam
- 2013: 2XL – Filip Weber (odc. 11-13)
- 2014: Przyjaciółki – Mariusz (odc. 47, 76)
- 2016: Na noże – prezenter prowadzący program telewizyjny (odc. 10)
- 2016: Na dobre i na złe – dziennikarz Waldek (odc. 643)
- 2016-2017: Barwy szczęścia – Jacek Madejski
- 2017-2018: O mnie się nie martw – pilot Mariusz Rybicki
- 2017: Lekarze na start – Maciej Zych, asystent burmistrza (odc. 8)
- 2018: Oko za oko – Michał, narzeczony prokurator Izabeli Gryc (odc. 16-17)
- 2020: Komisarz Alex – Adam Rychter (odc. 179)
- 2020-2023: Pierwsza miłość – strażak Marcin Adamczyk
- 2021: Święty – ksiądz Marek (odc. 177-180)
- 2021: Ojciec Mateusz – mecenas Szydłowski (odc. 320)